# Soucy (Aisne)
Soucy ist eine französische Gemeinde mit 77 Einwohnern (Stand: 1. Januar 2022) im Département Aisne in der Region Hauts-de-France (frühere Region: Picardie). Sie gehört zum Arrondissement Soissons, zum Kanton Villers-Cotterêts und zum Gemeindeverband Retz en Valois.

## Geographie
Die rund 15 Kilometer nördlich von Villers-Cotterêts gelegene Gemeinde liegt westlich des Flüsschens Retz am Nordrand des Domänenforsts Forêt de Retz. Nachbargemeinden von Soucy sind Cœuvres-et-Valsery im Norden und Osten, Montgobert im Südosten, Puiseux-en-Retz im Süden sowie Vivières im Westen.

## Bevölkerungsentwicklung
| Jahr                       | 1962 | 1968 | 1975 | 1982 | 1990 | 1999 | 2006 | 2014 | 2022 |
| Einwohner                  | 91   | 89   | 72   | 62   | 68   | 73   | 70   | 100  | 77   |
| Quellen: Cassini und INSEE |      |      |      |      |      |      |      |      |      |

## Sehenswürdigkeiten
- Kirche Saint-Martin aus dem 13. Jahrhundert, 1927 als Monument historique eingetragen.[1]
- Klauenstand (Travail à ferrer).
- Grangie aus dem 13. Jahrhundert und Teil der Umfassungsmauer der ehemaligen Wilhelmitenabtei Saint-Médard, 1928 als Monument historique eingetragen[2]

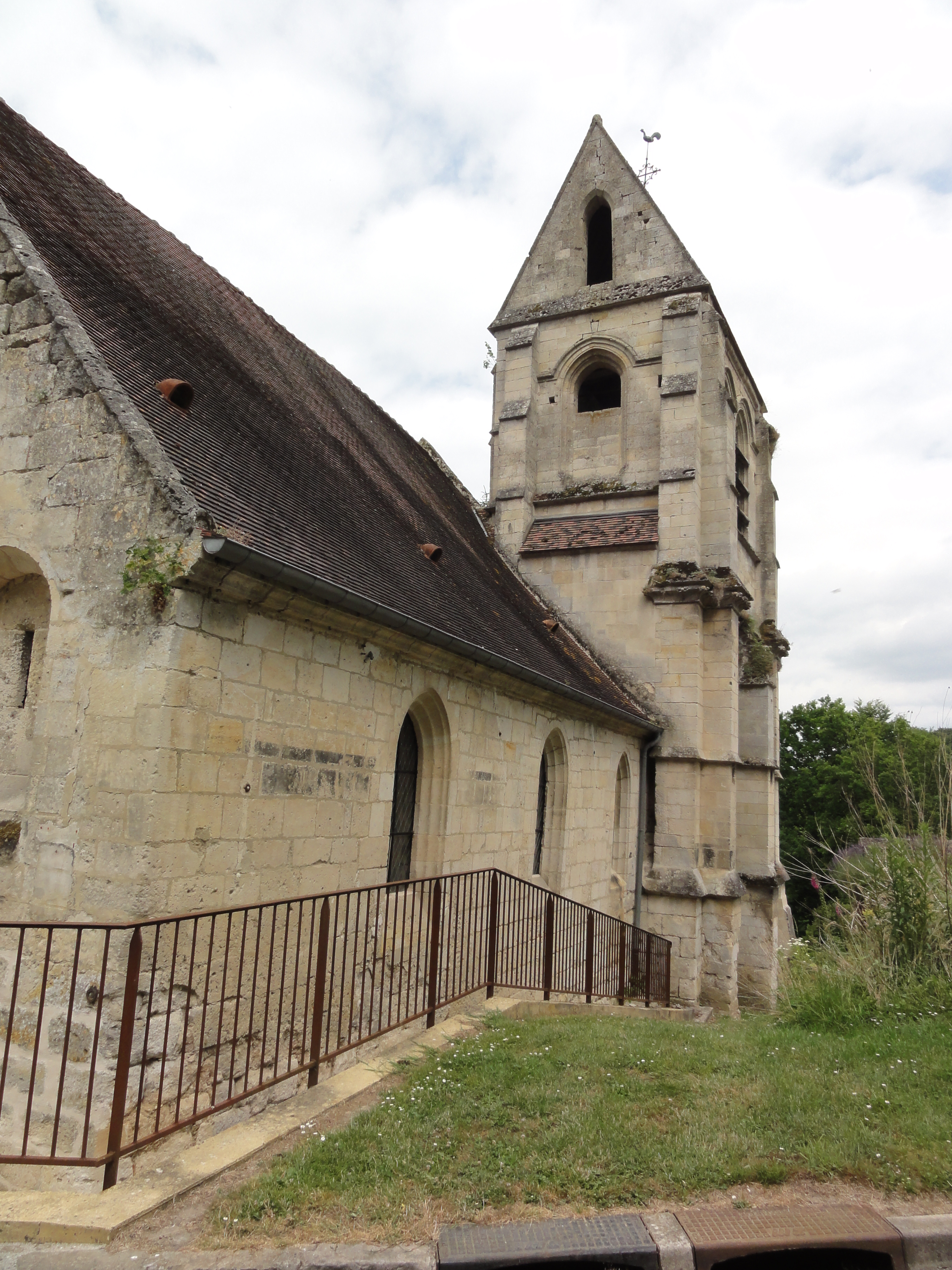
Kirche Saint-Martin
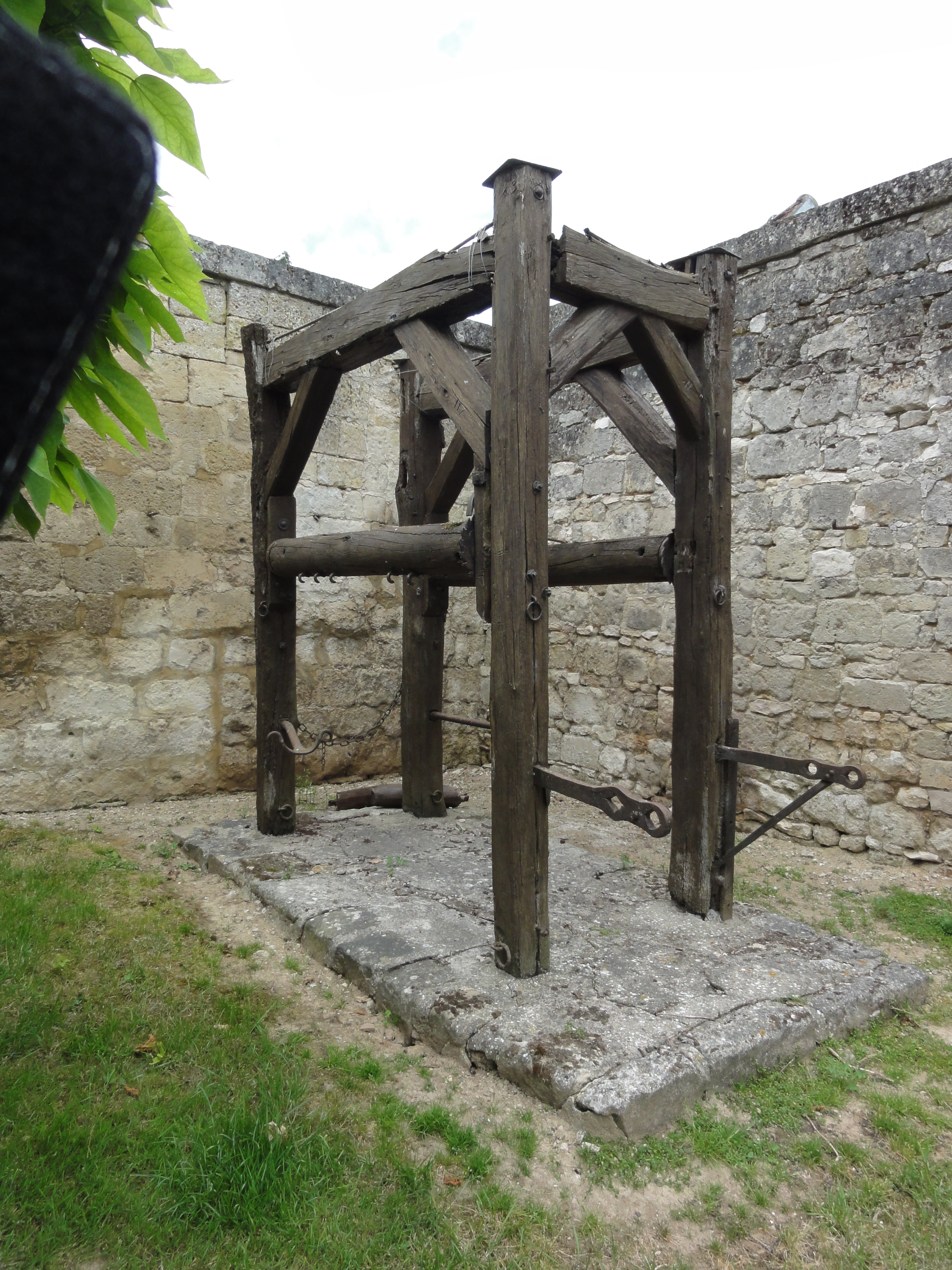
Klauenstand